# Sofía Vergara
Sofía Margarita Vergara (Barranquilla, 10 luglio 1972) è un'attrice, produttrice televisiva e modella colombiana naturalizzata statunitense.
È nota soprattutto per il ruolo di Gloria Delgado-Pritchett nella acclamata serie televisiva Modern Family, per la quale ha ricevuto quattro candidature al Golden Globe, una al Critics Choice Television Award e quattro al Premio Emmy nella sezione migliore attrice non protagonista in una serie commedia, aggiudicandosi quattro Screen Actors Guild Awards su nove candidature.

## Biografia
Alta 1,70 m, capelli castano chiaro (per alcuni film e in TV spesso si è tinta i capelli di scuro per avere un aspetto più "latino"), fu scoperta da un fotografo mentre passeggiava su una spiaggia colombiana e le fu offerta la possibilità di entrare nel mondo della moda e della televisione. Fece la sua prima apparizione pubblica all'età di diciassette anni in uno spot commerciale per la Pepsi-Cola largamente trasmesso in tutta l'America latina.
Si trasferì a Bogotà all'età di vent'anni, dove lavorò come modella sulle passerelle e in televisione. Dal 1995 al 1999 fu co-ospite, insieme a Fernando Fiore, della trasmissione Fuera de Serie, che la portò a viaggiare in diversi posti esotici in tutto il mondo. Fu questa trasmissione a farla diventare celebre in America latina, permettendole anche alcune apparizioni sulla TV statunitense. Fu anche ospite dello show A que no te atreves.
Oltre alle sfilate di moda e ai cataloghi di moda, Vergara fece anche progetti indipendenti. Fece calendari sexy in costume da bagno nel 1998, 2000, e 2002. In America latina ebbero grande successo, giungendo anche sul mercato nordamericano. Fece diverse pubblicità per la televisione sudamericana, e posò anche in costumi da bagno per poster per la birra. Con l'emittente Univision firmò un contratto in esclusiva e, dopo la sua scadenza, accettò un ruolo con la ABC negli Stati Uniti. Con la ABC, è apparsa nelle sitcom Hot Properties e Una banda allo sbando.

Nel 2007 ha interpretato il ruolo di Alicia Oviedo nella versione colombiana di Desperate Housewives, Amas de Casa Desesperadas. è apparsa anche nel dramma della ABC Dirty Sexy Money. Infine ha fatto anche un'apparizione come guest star nella soap opera messicana Fuego En La Sangre. Nel 2005 ha fatto parte del cast del film Four Brothers - Quattro fratelli per la regia di John Singleton. Nel luglio 2008 ha posato per la rivista maschile Maxim. Dal 2009 è una delle protagoniste della commedia della ABC, Modern Family. Nel 2011 ha recitato nel film I Puffi, per la regia di Raja Gosnell, dove la Vergara figura tra i principali interpreti. Sempre nello stesso anno, recita nel film Capodanno a New York (New Year's Eve). Nel 2012 è apparsa nel film diretto da Peter e Bobby Farrelly I tre marmittoni.

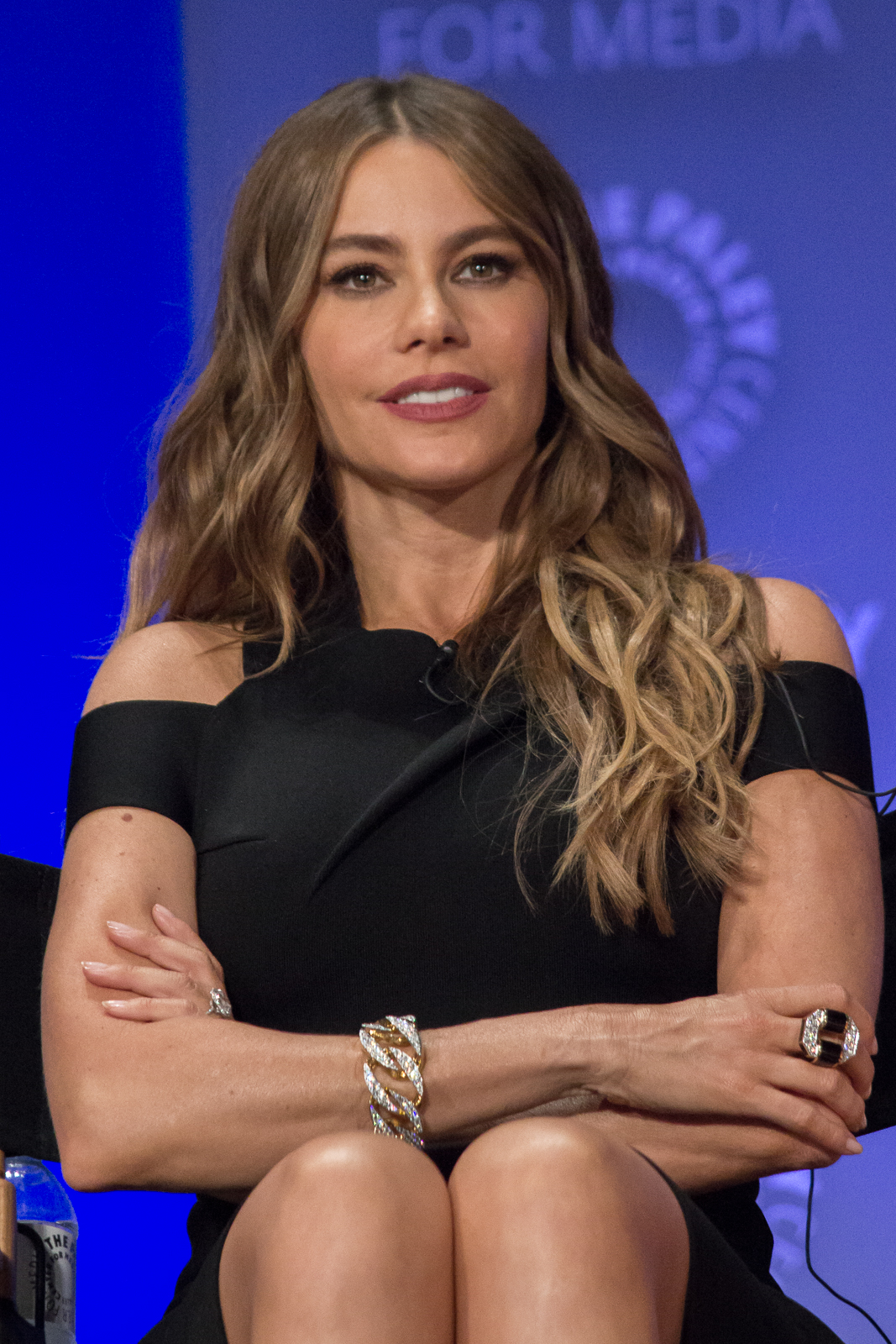
Sofia Vergara nel 2015

Nel 2012 Forbes inserisce Vergara tra le cento celebrità più potenti al mondo con 19 milioni di dollari guadagnati tra il maggio 2011 e il maggio 2012. Grazie all'ammontare dei suoi cachet, occupa la prima posizione della lista di Forbes delle attrici più pagate della televisione nel 2012, posizione confermata anche nel 2013 con un guadagno di trenta milioni di dollari. Segue la striscia positiva anche nel 2014, anno in cui Forbes calcola profitti per trentasette milioni di dollari, con una differenza dalla seconda della lista di ventiquattro milioni di dollari. Nel 2021, firma con la Disney per il sequel di La Bella e la Bestia.
Nel 2024 interpreta la criminale colombiana Griselda Blanco in una miniserie Netflix.

## Vita privata
Si è sposata a diciotto anni con il suo migliore amico Joe González e dalla loro unione nasce, nel 1991, Manolo. Due anni dopo, la coppia divorzia. Dal 2015 al 2023 è stata sposata con l'attore statunitense Joe Manganiello.

## Filmografia

### Attrice

#### Cinema
- Big Trouble - Una valigia piena di guai (Big Trouble), regia di Barry Sonnenfeld (2002)
- Chasing Papi, regia di Linda Mendoza (2003)
- The 24th Day, regia di Tony Piccirillo (2004)
- Soul Plane - Pazzi in aeroplano (Soul Plane), regia di Jessy Terrero (2004)
- Lords of Dogtown, regia di Catherine Hardwicke (2005)
- Four Brothers - Quattro fratelli (Four Brothers), regia di John Singleton (2005)
- Grilled, regia di Jason Ensler (2006)
- Pledge This!, regia di William Heins (2006)
- Meet the Browns, regia di Tyler Perry (2008)
- Madea Goes to Jail, regia di Tyler Perry (2009)
- I Puffi (The Smurfs), regia di Raja Gosnell (2011)
- Capodanno a New York (New Year's Eve), regia di Garry Marshall (2011)
- I tre marmittoni (The Three Stooges), regia di Peter e Bobby Farrelly (2012)
- Gigolò per caso (Fading Gigolo), regia di John Turturro (2013)
- Machete Kills, regia di Robert Rodriguez (2013)
- Chef - La ricetta perfetta (Chef), regia di Jon Favreau (2014)
- Fuga in tacchi a spillo (Hot Pursuit), regia di Anne Fletcher (2015)
- Joker - Wild Card (Wild Card), regia di Simon West (2015)
- The Female Brain - Donne vs Uomini (The Female Brain), regia di Whitney Cummings (2017)
- Bent - Polizia criminale (Bent), regia di Bobby Moresco (2018)
- The Brits Are Coming - La truffa è servita (The Con Is On), regia di James Oakley (2018)
- Stano, regia di Raymond De Felitta (2019)
- This Is Me... Now - Una storia d'amore (This Is Me… Now: A Love Story), regia di Dave Meyers (2024)

#### Televisione
- Acapulco, cuerpo y alma - serie TV (1995)
- Tutto in famiglia (My Wife and Kids), serie TV, episodio 3x04 (2002)
- Eve - serie TV, 1 episodio (2004)
- El escándalo del mediodía - serie TV, 1 episodio (2004)
- Rodney - serie TV, 1 episodio (2004)
- Hot Properties - serie TV, 13 episodi (2005)
- Entourage - serie TV, 1 episodio (2007)
- Amas de casa desesperadas - serie TV, 23 episodi (2007)
- The Knights of Prosperity - serie TV, 13 episodi (2007)
- Dirty Sexy Money - serie TV, 4 episodi (2007)
- Fuego en la sangre - serie TV, 10 episodi (2008)
- Men in Trees - serie TV, 2 episodi (2008)
- Modern Family – serie TV, 250 episodi (2009-2020)
- America's Got Talent (2020) – Giudice
- Griselda – serie TV (2024)

### Doppiatrice
- The Cleveland Show - serie TV, 2 episodi (2011-2013)
- Happy Feet 2 (Happy Feet Two), regia di George Miller (2011)
- I Griffin - serie TV, 2 episodi (2013-2017)
- Fuga dal pianeta Terra (Escape from Planet Earth), regia di Cal Brunker (2013)
- I Simpson serie TV, 1 episodio (2016)
- Emoji - Accendi le emozioni (The Emoji Movie), regia di Tony Leondis (2017)
- Cattivissimo me 4 (Despicable Me 4), regia di Chris Renaud (2024)

### Produttrice
- Fuga in tacchi a spillo (Hot Pursuit), regia di Anne Fletcher (2015)

## Riconoscimenti
- Golden Globe
  - 2010 – Candidatura alla miglior attrice non protagonista in una serie per Modern Family
  - 2011 – Candidatura alla miglior attrice non protagonista in una serie per Modern Family
  - 2012 – Candidatura alla miglior attrice non protagonista in una serie per Modern Family
  - 2013 – Candidatura alla miglior attrice non protagonista in una serie per Modern Family
  - 2025 – Candidatura alla miglior attrice in una mini-serie o film per la televisione per Griselda
- Premio Emmy
  - 2010 – Candidatura alla miglior attrice non protagonista in una serie commedia per Modern Family
  - 2011 – Candidatura alla miglior attrice non protagonista in una serie commedia per Modern Family
  - 2012 – Candidatura alla miglior attrice non protagonista in una serie commedia per Modern Family
  - 2013 – Candidatura alla miglior attrice non protagonista in una serie commedia  per Modern Family
  - 2024 – Candidatura alla miglior attrice protagonista in una mini-serie o film per Griselda
- People's Choice Awards
  - 2017 – Miglior attrice televisiva comica
  - 2020 – Miglior attrice televisiva comica

## Doppiatrici italiane
Nelle versioni in italiano delle opere in cui ha recitato, Sofía Vergara è stata doppiata da:
- Laura Romano in Dirty Sexy Money, Modern Family, I Puffi, Machete Kills, Gigolò per caso, Fuga in tacchi a spillo, Joker - Wild Card, Griselda
- Ilaria Latini in Four Brothers - Quattro fratelli, Capodanno a New York
- Ilaria Stagni in Big Trouble - Una valigia piena di guai
- Irene Di Valmo in Hot Properties
- Laura Lenghi in Una banda allo sbando
- Cinzia Massironi in Chasing Papi
- Alessandra Cassioli ne I tre marmittoni
- Tiziana Avarista in Chef - La ricetta perfetta
- Barbara De Bortoli in Bent - Polizia criminale
- Elena Bianca in The Brits Are Coming - La truffa è servita

Da doppiatrice è sostituita da:
- Laura Romano in The Cleveland Show (Sofía Vergara), I Simpson, I Griffin, Cattivissimo me 4
- Ilaria Latini in Happy Feet 2, Fuga dal pianeta Terra
- Doriana Chierici in The Cleveland Show (Señora Chalupa)
- Rossella Acerbo in Emoji - Accendi le emozioni